# Jean-Baptiste Lully
Jean-Baptiste Lully (pravim imenom Giovanni Battista Lulli, Firenza, 28. studenog 1632. – Pariz, 22. ožujka 1687.), bio je francuski skladatelj talijanskoga podrijetla, tvorac klasične francuske opere.
Djelovao je na dvoru francuskog kralja Luja XIV. kao violinist dvorskog orkestra, te plesač, pjevač, glumac i scenograf. Bio je središnja ličnost francuske glazbe i jedan od najznačajnijih europskih baroknih skladatelja. Skladao je pretežito balete, koje je razvio u raskošne glazbene spektakle. S Molièreom je stvorio i novu dramskoglazbenu vrstu – komediju s pjevanjem i plesom. 

## Životopis
Jean Baptiste Lully rođen je 28. studenog 1632. u Firenci, prijestolnici tadašnjega Velikoga Vojvodstva Toskane. Tamo je stekao osnovnu naobrazbu o glazbi i glazbalima. Sam je naučio svirati violinu i gitaru. Bio je također zapažen kao izvrstan glumac i plesač. Godine 1646. otišao je u Pariz, gdje je primljen u službu Anne Marie Louis d’Orléans, rođakinje kralja Luja XIV. Svojim je glazbenim i glumačkim talentom stekao naklonost i samoga Luja XIV., pa je 1651. imenovan službenim kraljevskim skladateljem. U raskošnoj je versajskoj palači skladao većinu svojih djela. Spajanjem talijanske i francuske operne i baletne tradicije, utemeljio je francusku operu, posebice tzv. lirsku tragediju (fr. tragédie lyrique). Svoje je lirske glazbene tragedije uvijek započinjao instrumentalnom predigrom (tzv. francuskom uvertirom), a sadržaj je često veličao kraljeve sposobnosti i njegove pobjede. Njegove su opere također obilovale mitološkom i povijesnom tematikom i prizorima. Surađujući s Molièreom skladao je glazbu za mnoge baletne komedije, te crkvena i scenska djela. 1672. postao je i ravnateljem kraljevske opere. U Lullyjevim je baletima katkada plesao i sam kralj.

## Popularna djela
- balet Trijumf ljubavi
- opere Alceste, Armide et Renaud i Psiha
- baletne komedije George Dandin i Građanin plemić
- crkvene skladbe Te Deum, 10 velikih i 14 malih moteta

## Vanjske poveznice
- LZMK / Proleksis enciklopedija Online: Lully, Jean-Baptiste (životopis)
- Enciclopaedia Britannica.com – Jean-Baptiste Lully (životopis) (engl.)
- ClassicalArchives.com – Jean-Baptiste Lully (životopis) (engl.)
- Musicologie.org – Lully Jean-Baptiste (životopis) (fr.)
- YourDictionary.com – Jean-Baptiste Lully Facts (životopis) (engl.)
- Find a Grave.com – Jean-Baptiste Lully (životopis) (engl.)
- Discogs.com – Jean-Baptiste Lully